# Eggert Christopher Knuth (1838–1874)

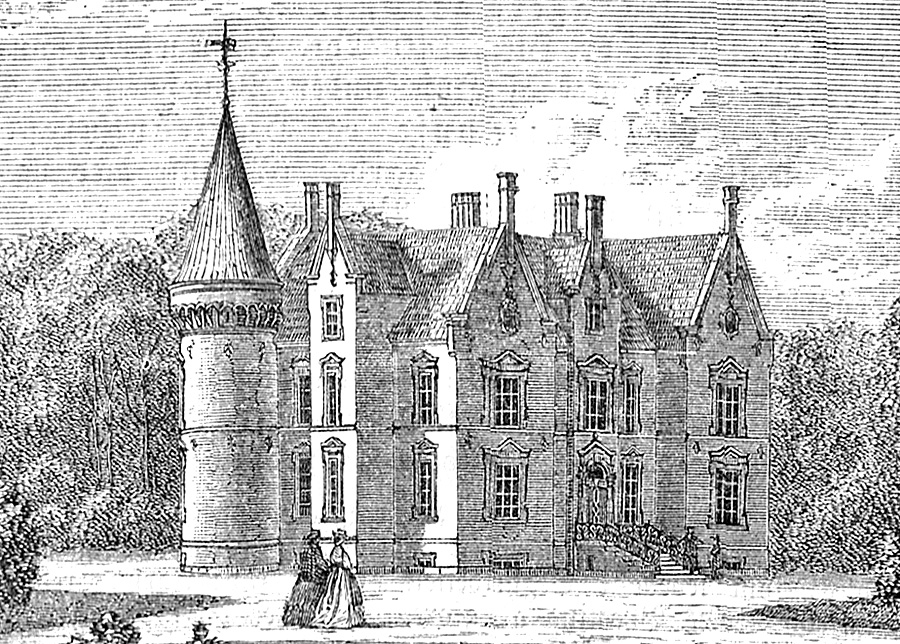
Knuthenborg zur Lebzeit Eggert Christopher Knuths

Lehnsgraf Eggert Christopher Knuth-Knuthenborg (* 29. Oktober 1838 auf Knuthenborg; † 18. Oktober 1874) war ein dänischer Gutsherr.
Knuth wurde 1838 als Sohn Frederik Marcus Knuths, dem ersten dänischen Außenminister, und Karen Knuths, geborene Rothe, in das Grafengeschlecht Knuth geboren. 1856, nach dem Tode seines Vaters, wurde Knuth Familienoberhaupt und damit Lehnsgraf von Knuthenborg. Er hatte eine kurze diplomatische Karriere als Attaché, Kammerherr und Hofjägermeister.
Knuth ist der Schöpfer des Knuthenborg, wie es noch heute aussieht. Beraten vom englischen Landschaftsarchitekten Edward Milner brachte er seltene Gewächse aus aller Welt auf das Gut. Für die vielen historisierenden Gebäude zeichneten die Architekten H. S. Sibbern und Vilhelm Tvede verantwortlich.
Knuth heiratete nie und starb kinderlos. Er liegt auf dem Friedhof der Hunseby Kirke begraben. Sein jüngerer Bruder Adam Wilhelm Knuth folgte ihm als Lehnsgraf von Knuthenborg nach.

## Vorfahren
| Eggert Christopher Knuth Graf von Knuthenborg | Frederik Marcus Knuth Graf von Knuthenborg | Eggert Christopher Knuth Graf von Knuthenborg | Frederik Knuth Graf von Knuthenborg             |
| Eggert Christopher Knuth Graf von Knuthenborg | Frederik Marcus Knuth Graf von Knuthenborg | Eggert Christopher Knuth Graf von Knuthenborg | Juliane Marie Knuth, geb. von Møsting           |
| Eggert Christopher Knuth Graf von Knuthenborg | Frederik Marcus Knuth Graf von Knuthenborg | Karen F. Knuth, geb. Rosenkrantz              | Marcus Gjøe Rosenkrantz Erster Minister         |
| Eggert Christopher Knuth Graf von Knuthenborg | Frederik Marcus Knuth Graf von Knuthenborg | Karen F. Knuth, geb. Rosenkrantz              | Amaile Tugendreich Rosenkrantz, geb. von Barner |
| Eggert Christopher Knuth Graf von Knuthenborg | Karen Rothe                                | Carl Adolph Rothe                             | Tyge Jesper Rothe Bürgermeister von Kopenhagen  |
| Eggert Christopher Knuth Graf von Knuthenborg | Karen Rothe                                | Carl Adolph Rothe                             | Karen Rothe, geb. Bjørn                         |
| Eggert Christopher Knuth Graf von Knuthenborg | Karen Rothe                                | Benedicte Ulfsparre Rothe, geb. de Tuxen      | Louis de Tuxen Generalkriegskommissar           |
| Eggert Christopher Knuth Graf von Knuthenborg | Karen Rothe                                | Benedicte Ulfsparre Rothe, geb. de Tuxen      | Charlotta Elisabet de Tuxen, geb. Klingfelt     |